# Bebe Buell
Beverle Lorence "Bebe" Buell, född 14 juli 1953 i Portsmouth, Virginia, är en amerikansk sångerska och modell. Buell är mor till skådespelerskan och modellen Liv Tyler.

## Biografi

### Modellkarriär
Buell upptäcktes av modellagenten Eileen Ford som 17-åring och flyttade på grund av det till New York som 18-åring. I november 1974 var Buell Playmate of the Month i herrtidningen Playboy.

### Musikkarriär
Under 1981 sjöng Buell in en EP med fyra spår hos Rhino Records och där rockbandet The Cars ackompanjerade. Hon samarbetade under 1980-talet även med bland andra The Power Station. Buell hade mellan 1985–1991 ett eget band kallat The Gargoyles.
Musikkarriären avstannade under 1990-talets början och det var omkring millennieskiftet hon återupptog den i ett samarbete med musikproducenten Don Fleming. 2009 släppte Buell ett album samt singeln Air Kisses for the Masses. 2011 släpptes albumet Hard Love.

### Privatliv
Buell föddes och växte upp i Portsmouth, Virginia, i USA. Vid födseln var fadern utstationerad som officer i USA:s flotta och modern ville invänta honom innan hon gav Buell ett namn. Hennes smeknamn Bebe kommer av att vårdpersonalen under den tiden kallade henne Baby Buell. Buells far- och morföräldrar invandrade till USA från Tyskland.
Trots att Buell har haft relationer och dejtat flera olika musiker – däribland Paul Cowsill, Mick Jagger, Iggy Pop, David Bowie, Elvis Costello, Todd Rundgren, Jimmy Page, John Taylor och Steven Tyler – ser hon inte sig själv som en groupie.
Mellan 1972 och 1978 hade Buell en relation med Todd Rundgren. När Buell 1977 födde sin dotter Liv hävdade hon att Rundgren var barnets far. I själva verket var det Steven Tyler som var far till dottern, men Buell hävdade annorlunda för att skydda dottern från Tylers drogmissbruk. Buells dotter är skådespelerskan, modellen och sångerskan Liv Tyler, som fick sitt förnamn efter Liv Ullmann.
Sitt första äktenskap ingick Buell 1992 med musikern och skådespelaren Coyote Shivers. Paret separerade år 1998 och tog ut en skilsmässa året därpå. Därefter gifte sig Buell med musikern Jim Wallerstein 2002.
Fram till 2013, då Buell flyttade till Nashville, Tennessee, bodde hon större delen av sitt liv i New York och New Jersey.

## Diskografi (i urval)

### Solokarriär
- 1981 – Cover Girls (EP)
- 2000 – Free to rock (singel)
- 2009 – Sugar (CD)
- 2009 – Air Kisses for the Masses (singel)
- 2011 – Hard Love (CD)

### MedThe Gargoyles
- 1987 – Jacuzzi Jungle (single)
- 1987 – Thirteen Wrong Turns (single)
- 1988 – Bebe Buell and the Gargoyles (EP)